# جابو مالانگو
جابو مالانگو (انگلیسی: Jabu Mahlangu؛ زادهٔ ۱۱ ژوئیهٔ ۱۹۸۰) یک بازیکن فوتبال اهل آفریقای جنوبی است.
وی همچنین در تیم ملی فوتبال آفریقای جنوبی بازی کرده‌است.